# Haruya Yamazaki
Haruya Yamazaki (山崎晴哉?, Yamazaki Haruya; Tokyo, 2 febbraio 1938 – febbraio 2002) è stato uno sceneggiatore giapponese, attivo principalmente nel campo dell'animazione giapponese.

## Carriera
Ha debuttato nel 1966 con l'anime Harisu no kaze, ed in seguito ha lavorato in numerose produzioni come Tommy, la stella dei Giants, Mimì e le ragazze della pallavolo, Capitan Harlock, Danguard, Gordian, Gaiking, il robot guerriero, Remì le sue avventure, Sam il ragazzo del West, Nello e Patrasche, Ryo, un ragazzo contro un impero, L'isola del tesoro, Supercar Gattiger, Cyborg 009, Rocky Joe 2, Lupin III - Il castello di Cagliostro, Gigi la trottola e I cavalieri dello zodiaco. Ha smesso di lavorare nel 1988.